# 波羅的琥珀

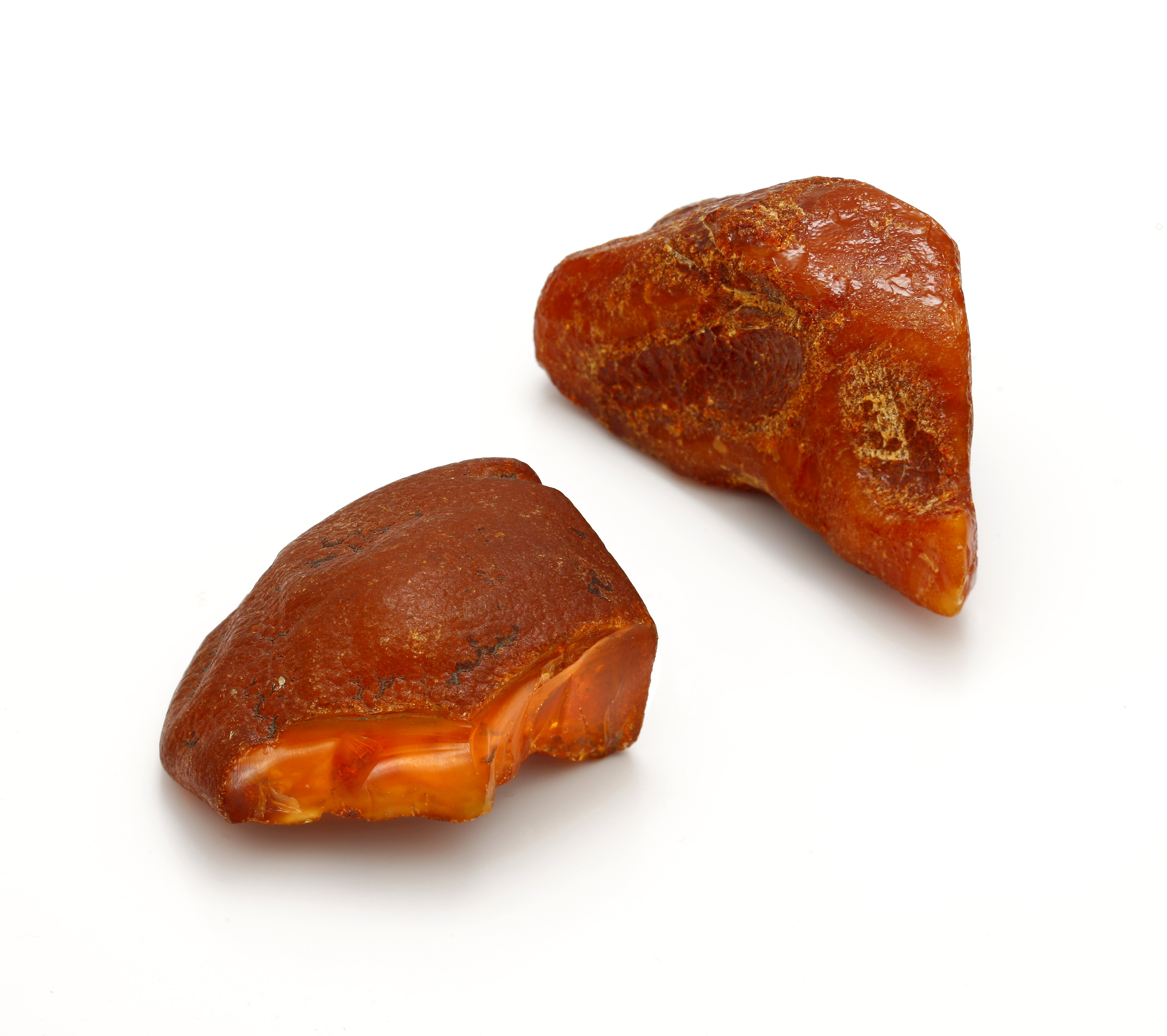
天然未拋光的波羅的琥珀。

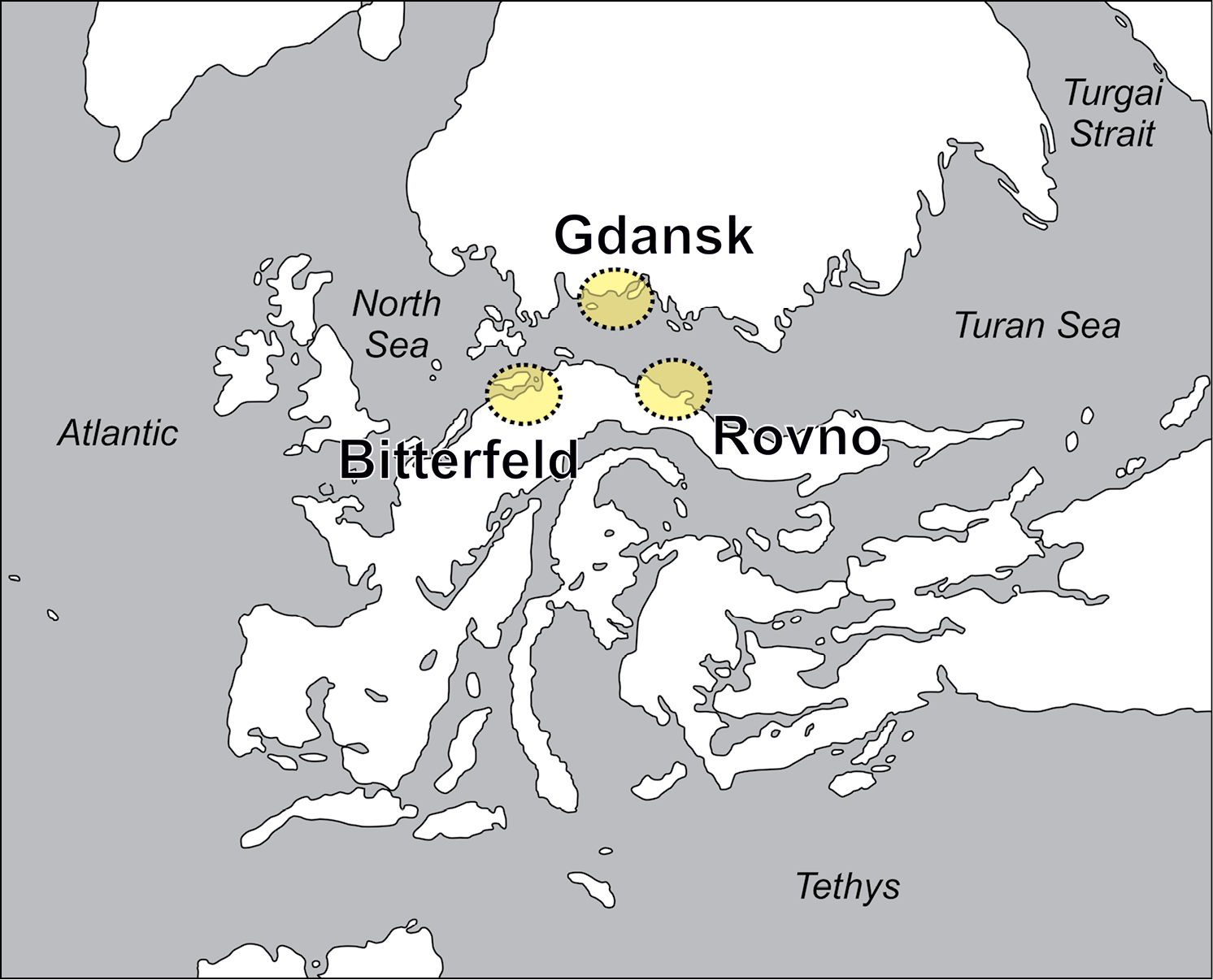
始新世早—中期歐洲的古地理圖，顯示波羅的琥珀位於格但斯克），以及同時期沉積的羅夫諾琥珀與比特費爾德琥珀的位置。

波羅的琥珀，也稱為蘇克辛（succinite），是來自波羅的地區的琥珀，該地區擁有目前已知最豐富的琥珀礦藏。這些琥珀形成於始新世期間，但確切年代仍有爭議。據估計，當時該地區的森林共產生了超過10萬噸的樹脂，進而形成琥珀。如今，全球超過90%的琥珀產自俄羅斯的加里寧格勒州。琥珀產業是當地重要的經濟來源；加里寧格勒琥珀聯合企業在2014年開採了250噸琥珀。除了俄羅斯，波蘭以及波羅的海三國（立陶宛、拉脫維亞、愛沙尼亞）也出產波羅的琥珀。
德國比特費爾德附近的褐煤礦區所產的比特費爾德琥珀，過去曾被認為是重新沉積的波羅的琥珀，但現在已知其化學成分與波羅的琥珀不同。不過，與烏克蘭羅夫諾琥珀類似，它們的沉積年代仍被認為與波羅的海琥珀相近。
由於波羅的琥珀含有3%至8%的琥珀酸，因此又被稱為。

## 地質背景

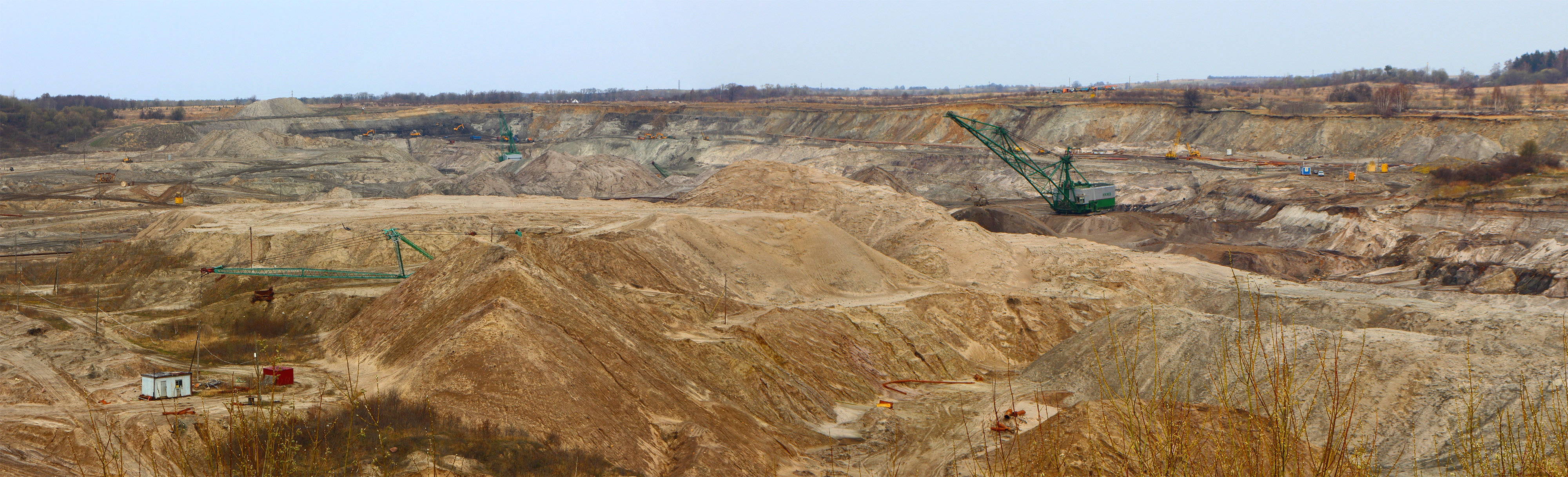
加里寧格勒的露天琥珀礦場，展示出波羅的琥珀母岩普魯士層的岩層特性（岩性）。

原本位置的波羅的琥珀來源於地質學上稱為「普魯士層」的沉積層，該層過去曾被稱為「琥珀層」（Amber Formation）。其中最主要含有琥珀的地層被稱為「藍土層」（Blue Earth），此名稱來自於其含有海綠石而呈現的藍綠色調。這一地層在加里寧格勒的桑比亞半島北部地區露出地表，是目前世界上波羅的海琥珀的主要來源區。大量波羅的海琥珀在更新世冰河時期，被冰河搬運並再次沉積在整個北德平原的冰磧層中。有學者提出，這些琥珀是在海洋侵入琥珀森林後，於海岸潟湖環境中重新沉積而形成的。琥珀的年代至今仍具爭議，但一般認為其形成於始新世（56至34百萬年前）。不同研究者估算琥珀的形成時間約為4,000至4,700萬年前，或3,500至4,300萬年前。由於琥珀多為再沉積狀態，精確定年相當困難。
而德國薩克森-安哈特邦比特費爾德附近出產的比特費爾德琥珀，雖過去被認為是再沉積的波羅的海琥珀，但後來發現其化學組成與波羅的海琥珀有明顯差異。

## 琥珀樹
自1850年代以來，人們一直認為形成琥珀的樹脂是由琥珀松（Pinites succinifer）這種樹木所產生。然而，1980年代的研究發現，這些樹脂實際上來自多種樹種。更近期的研究則透過傅立葉轉換紅外光譜（FTIR）比較琥珀與現生樹木的樹脂，提出琥珀可能主要來自金松科的針葉樹。該科目前唯一現存的樹種是日本金松，是現今日本特有的珍稀植物。

## 結構

波羅的琥珀結構的通用模型。

波羅的琥珀的結構十分複雜。它並不是一種聚合物，因為它不是由同一種類的重複單元所組成的規則結構。相反地，它具有一種高分子網狀結構，呈交聯網絡的排列方式，其間的孔隙（即自由空間）被各種分子組成物填充，例如單萜與倍半萜等。因此，琥珀的化學結構可以被描述為一種超分子結構。這樣的結構讓琥珀具有更高的密度、硬度，以及對外在環境的更強抵抗力。此外，也正因如此，琥珀得以良好地保存其中的植物與動物包裹體。

## 歷史用途
波羅的琥珀自歐洲的新石器時代起便已作為貿易品進行流通。在西元前3634年至3363年之間的西班牙，就已發現來自波羅的的琥珀作為交易物品的證據。到了漢朝時期，波羅的海琥珀已傳入中國，顯示其貿易網絡之廣泛。最初，波羅的海琥珀是從全新世沉積層中重新沉積的地層（如沙洲）中採集而得。到了19世紀，琥珀的工業化大規模開採才正式開始。

## 古生物學
科學家在波羅的海琥珀中的包裹體中，發現並描述了大量已滅絕的植物與動物屬種。其中，昆蟲的包裹體占了保存下來動物的超過98%，而其他節肢動物、環節動物、軟體動物、線蟲、原生動物等總和僅占不到0.5%。至於脊椎動物，也約占0.5%，主要的遺留形式包括哺乳動物的毛髮、鳥類的羽毛以及爬行類動物。

### 植物
| 分類單元             | 命名者           | 年份 | 科            | 註解           | 圖片 |
| -------------------- | ---------------- | ---- | ------------- | -------------- | ---- |
| Notoscyphus balticus | Heinrichs et al. | 2015 | Geocalycaceae | 一種地錢       |      |
| Rhizomnium dentatum  | Heinrichs et al. | 2014 | 提燈蘚科      | 一種羽狀苔鮮。 |      |

### 動物

#### 節肢動物
| 分類單元 | 命名者           | 年份 | 科         | 註解                                       | 圖片 |
| -------- | ---------------- | ---- | ---------- | ------------------------------------------ | ---- |
| 電蛛     | Eskov & Zonstein | 2000 | 螲蟷科     | 單型屬的猛蛛亞目蜘蛛，僅見於波羅的海琥珀中 |      |
| 偽擬蠍   | Henderickx       | 2012 | 擬加擬蠍科 | 擬蠍，僅知於兩枚化石，發現地點不明。       |      |

#### 緩步動物
| 分類單元                 | 命名者 | 年份 | 科                | 註解                       | 圖片 |
| ------------------------ | ------ | ---- | ----------------- | -------------------------- | ---- |
| Succinipatopsis balticus | Poinar | 2000 | Succinipatopsidae | 具爭議的解剖構造與分類地位 |      |

#### 軟體動物
| 分類單元              | 命名者                  | 年份 | 科             | 註解 | 圖片 |
| --------------------- | ----------------------- | ---- | -------------- | ---- | ---- |
| Acanthinula baltica   |                         |      |                |      |      |
| Balticopupa gentilis  |                         |      |                |      |      |
| Balticopta gusakovi   | Balashov & Perkovsky    | 2020 | 砂蝸牛科       |      |      |
| Carychium bergeri     |                         |      |                |      |      |
| Carychium spirillum   |                         |      |                |      |      |
| Carychium minusculum  |                         |      |                |      |      |
| Propupa hoffeinsorum  | Stworzewicz & Pokryszko | 2006 | 未知的蛹螺總科 |      |      |
| Punctum balticum      |                         |      |                |      |      |
| Succinea antiqua      | Colbeau                 | 1867 | 琥珀螺科       |      |      |
| Truncatellina baltica |                         |      |                |      |      |
| Vertigo electrina     |                         |      |                |      |      |

#### 脊椎動物
| 分類單元                | 命名者 | 年份 | 科     | 註解                                         | 圖片 |
| ----------------------- | ------ | ---- | ------ | -------------------------------------------- | ---- |
| Succinilacerta succinea |        | 1998 | 蜥蜴科 | 已知有多個標本，其中包含一個幾乎完整的幼體。 |      |

## 圖集

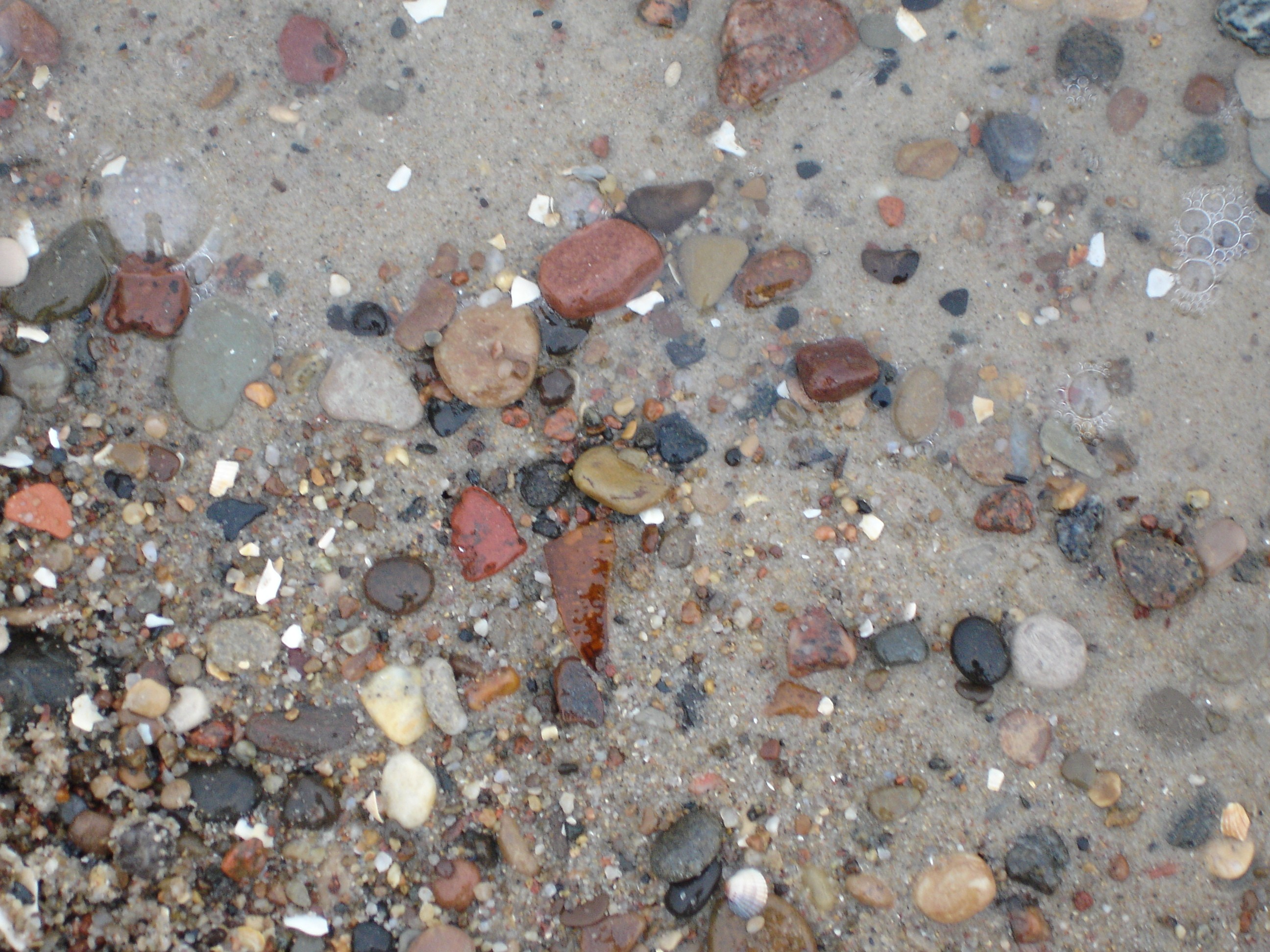
波羅的海典型的海灘沙地，琥珀常被海浪沖上岸的地方。
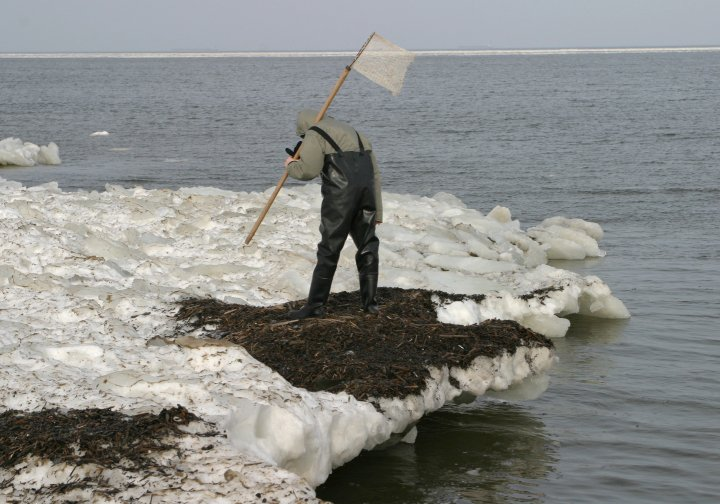
在波蘭格但斯克附近的米科謝沃（Mikoszewo）海岸捕撈琥珀
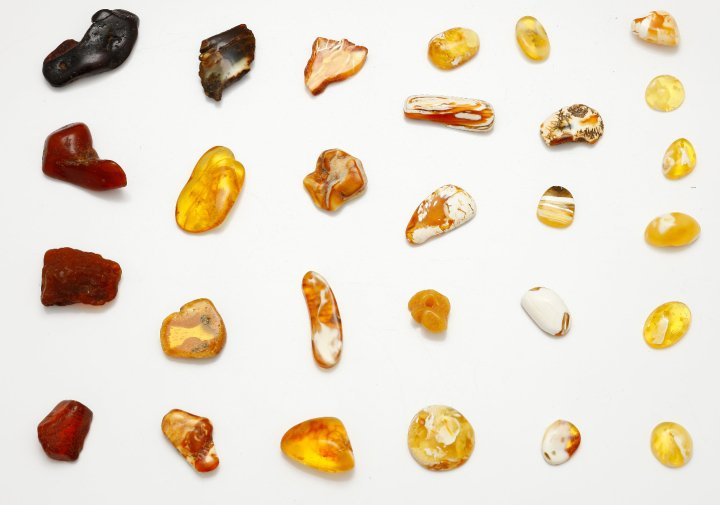
不同顏色的波羅的琥珀
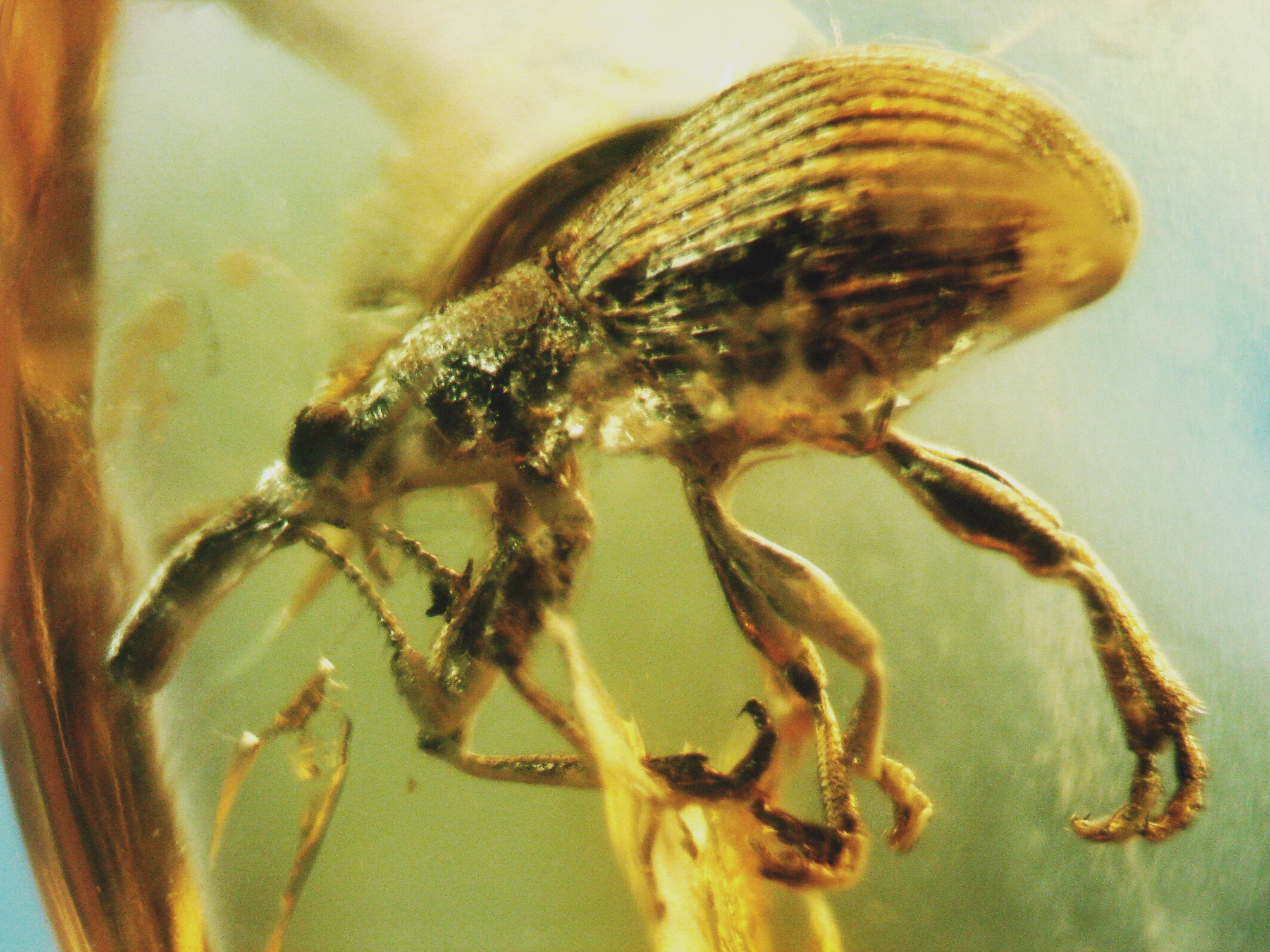
化石三錐象鼻蟲科甲蟲

## 延伸閱讀
- Matushevskaya, Aniela.  [Натуральные и искусственные смолы – некоторые аспекты структуры и свойств]. Kostjashova, Z. V.  (编).   [Amber and its imitations]. Kaliningrad: Kaliningrad Amber Museum, Ministry of Culture (Kaliningrad region, Russia). 2013: 113  [2016-06-18]. ISBN 978-5-903920-26-6. （原始内容存档于2020-02-16） （俄语）.